# 요하네스 헤벨리우스

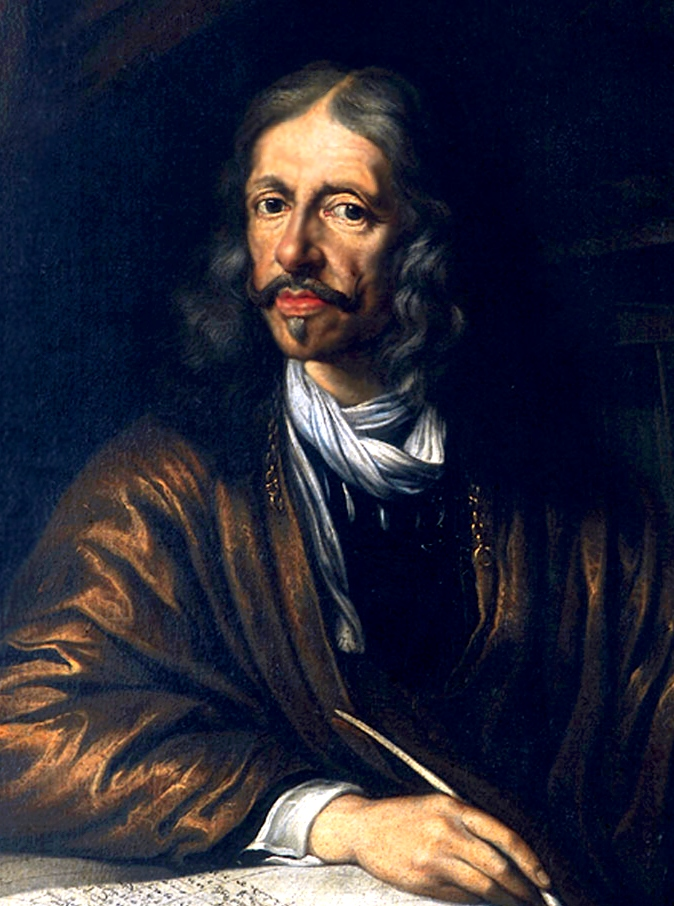
요하네스 헤벨리우스의 초상화

요하네스 허벨리우스(라틴어: Johannes Hevelius, 폴란드어: Jan Heweliusz 얀 헤벨리우시[*], 1611년 1월 28일 ~ 1687년 1월 28일)는 당시 폴란드-리투아니아 연방에 속했던 단치히(그단스크)의 의원이며 시장이었다. 그는 또한 천문학자이며, 월면 지형학의 창시자로 명성을 얻었고, 10개의 새로운 별자리를 묘사하여 그중 7개는 여전히 천문학자들로부터 인정받고 있다.
남반구 자리에서 육분의 자리와 북반구의 작은여우자리 등을 만들었다.

## 생애
인생의 초반부
헤벨리우스는 아버지인 아브라함 헤벨케(1576년~1649년)와 어머니 코르둘라 헤케르(1576년~1655년) 사이에서 태어났다. 그의 부모는 독일어를 사용하는 루터교인으로, 보헤미아 출신의 부유한 맥주 상인이었다. 어린 시절, 헤벨리우스는 공데치(Gądecz)로 보내져 그곳에서 폴란드어를 배웠다.
헤벨리우스는 김나지움에서 페테르 크뤼거(Peter Crüger)로부터 가르침을 받았고, 1930년에는 레이던 대학교에서 법학을 수학하였다. 그 후에는 영국과 프랑스를 여행하면서 피에르 가상디, 마랭 메르센, 아타나시우스 키르허를 만났다. 1634년에 그는 고향에 정착하였고, 이듬해 결혼하였다. 그 다음해에는 맥주 양조 길드의 일원이 되었고, 1643년부터는 길드를 이끌었다.
천문학에의 기여

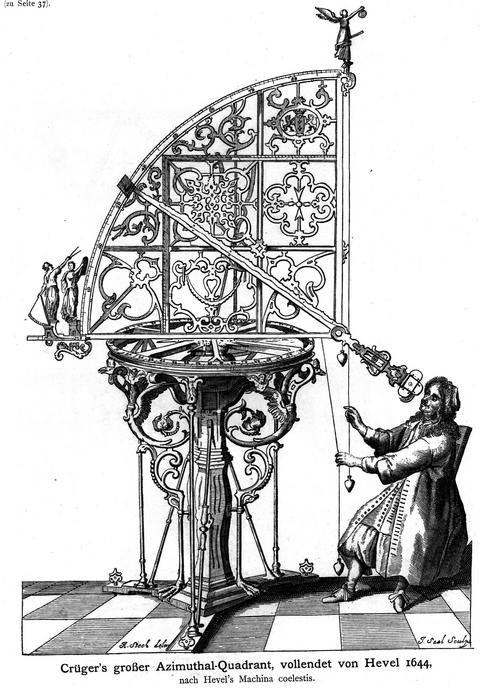
헤벨리우스가 완성한 페테르 크뤼거의 방위각 사분의

헤벨리우스는 그의 일생을 통하여 지방 정부의 시정을 주도하여 1651년에는 소도시의 의원이 되기도 했지만, 1639년 이후로 그의 주요 관심은 천문학에 있었다.

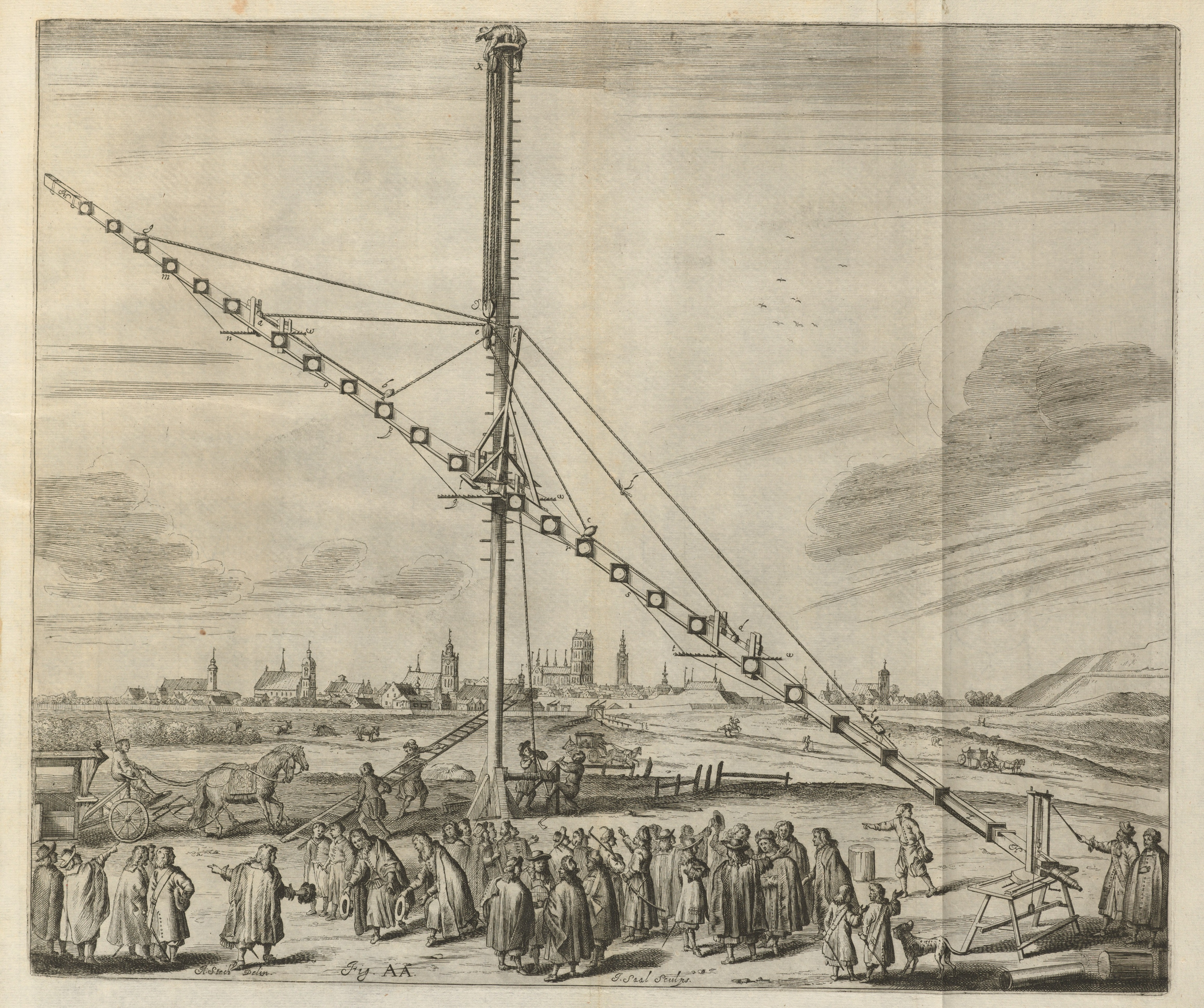
헤벨리우스의 천체망원경의 목판화

1641년에는 세 채를 연결한 그의 집에 천문대를 짓고 우수한 기구들을 갖추었는데, 그중에는 나무와 철사로 자작한 초점거리 46m(150피트)의 케플러식 망원경도 있었다.
이 천문대는 '스테르넨부르크(Sternenburg, (라틴어) Stellaeburgum, (폴란드어) Gwiezdny Zamek) 또는 '별의 성'이라 불렸다.

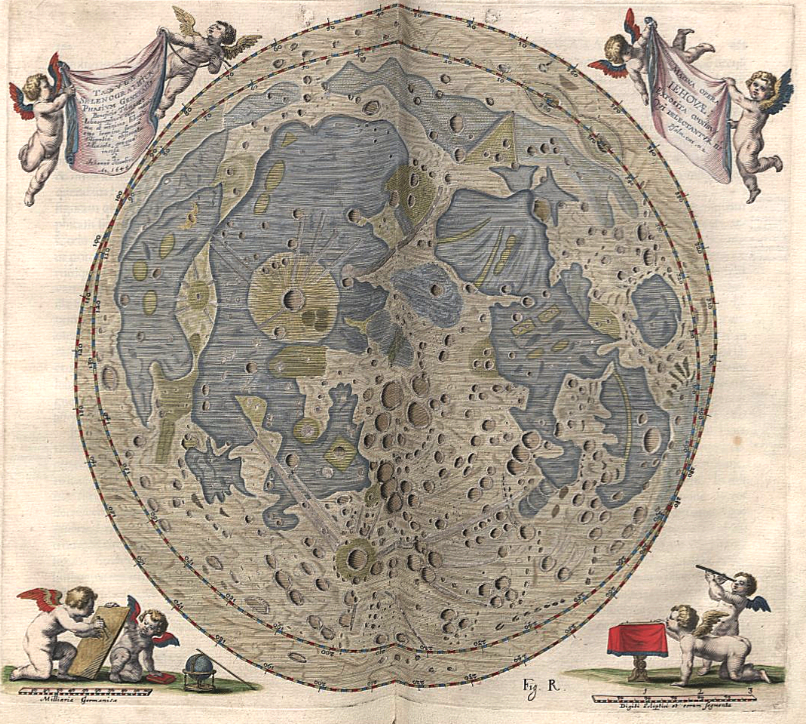
헤벨리우스의 월면 지도

헤벨리우스는 태양의 흑점을 관측하였고, 1642년에서 1645년까지의 4년 간 월면 지도를 만들었으며, 달의 경도상 칭동을 발견하여 그 결과를 Selenographia, sive Lunae descriptio (1647년)에 발표하였다. 이로부터 그는 월면 지형학의 창시자로 불리게 되었다.
헤벨리우스는 1654년부터 왕립학회의 회원이었고, 왕립학회는 그를 첫 번째 독일인 회원으로 여기고 있었다.
1660년 1월 29일 폴란드 왕비 루드비카 마리아 곤자가가 헤벨리우스의 사설 천문대를 방문하였고, 헤벨리우스는 폴란드 왕의 신하로서 연이은 네 왕의 후원을 받았다. 1659년에 천문대를 방문했던 폴란드 국왕 얀 2세 카지미에시 바사는 1660년 헤벨리우스의 가족들을 귀족의 지위에 오르게 하였다. 귀족의 신분이 폴란드 국회의 승인을 얻지는 않았지만, 헤벨리우스의 문장에는 독특한 폴란드의 왕관이 포함되어 있다. 1677년부터 1683년까지 헤벨리우스를 종종 방문했던 폴란드 국왕 얀 3세 소비에스키는 양조와 관련된 세금을 면제해 주었고, 시 경계 밖으로도 자유롭게 맥주를 판매할 수 있도록 허락하였다.

그는 1652년, 1661년, 1672년, 1677년의 4개의 혜성을 발견하였다. 그는 이 발견으로 이러한 천체들이 태양 주위를 포물선의 경로를 그린다는 생각을 갖게 되었다.
1679년 5월, 왕립학회의 특사로 젊은 영국인 에드먼드 헬리가 헤벨리우스를 방문하였다. 헬리는 로버트 훅과 존 플램스티드로부터 헤벨리우스에게 측정에 망원경을 사용할 것을 설득하도록 요청받았으나, 헤벨리우스는 조준의와 사분의만으로도 충분함을 보여주었다. 그래서 그는 천체망원경 없이 측정한 마지막 천문학자로 여겨지기도 한다.
만년과 별자리

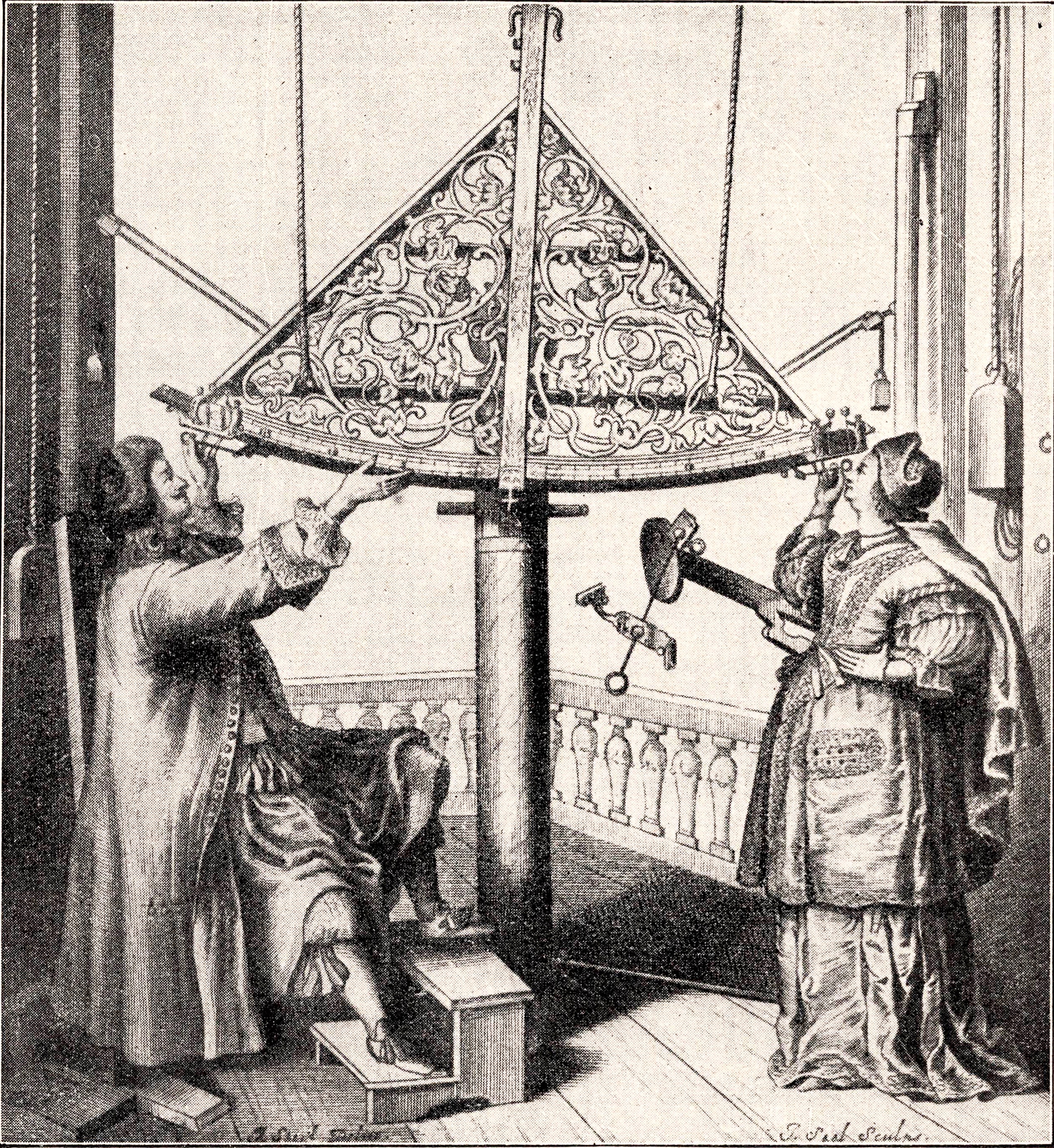
관측 중인 헤벨리우스와 부인 엘리사베스

헤벨리우스는 1662년에 그의 첫 번째 부인 카타리네가 죽고 1년이 지나 상인 가족의 엘리사베스 헤벨리우스와 결혼하였다. 헤벨리우스와 엘리사베스 사이에는 4명의 자녀가 있었다. 엘리사베스는 헤벨리우스를 도왔고, 헤벨리우스의 사후에는 2권의 헤벨리우스의 저서를 출간하였다. 그녀는 최초의 여성 천문학자로 여겨지기도 한다.
1679년 9월 26일, 헤벨리우스의 천문대와 장비와 서적들이 화재로 파괴되었다. 이 재난은 그의 저서 Annus climactericus (1685)의 서문에 묘사되었다. 그는 곧 손상을 수리하였고, 1680년 12월의 대혜성을 관측할 수 있었다. 그는 그의 파괴된 장비들을 기념하여 육분의자리에 이름을 붙였다.
1683년말, 빈 전투에서 폴란드 왕 얀 3세 소비에스키가 이끄는 기독교 군대가 승리한 것을 기념하여 그는 별자리를 만들어 'Scutum Sobiescianum'(소비에스키의 방패)의 이름을 붙였는데, 이것이 현재의 방패자리이다. 이 별자리는 그의 집에 호화롭게 그린 별자리인 'Firmamentum Sobiescianum'을 통하여 일반에 알려졌다.

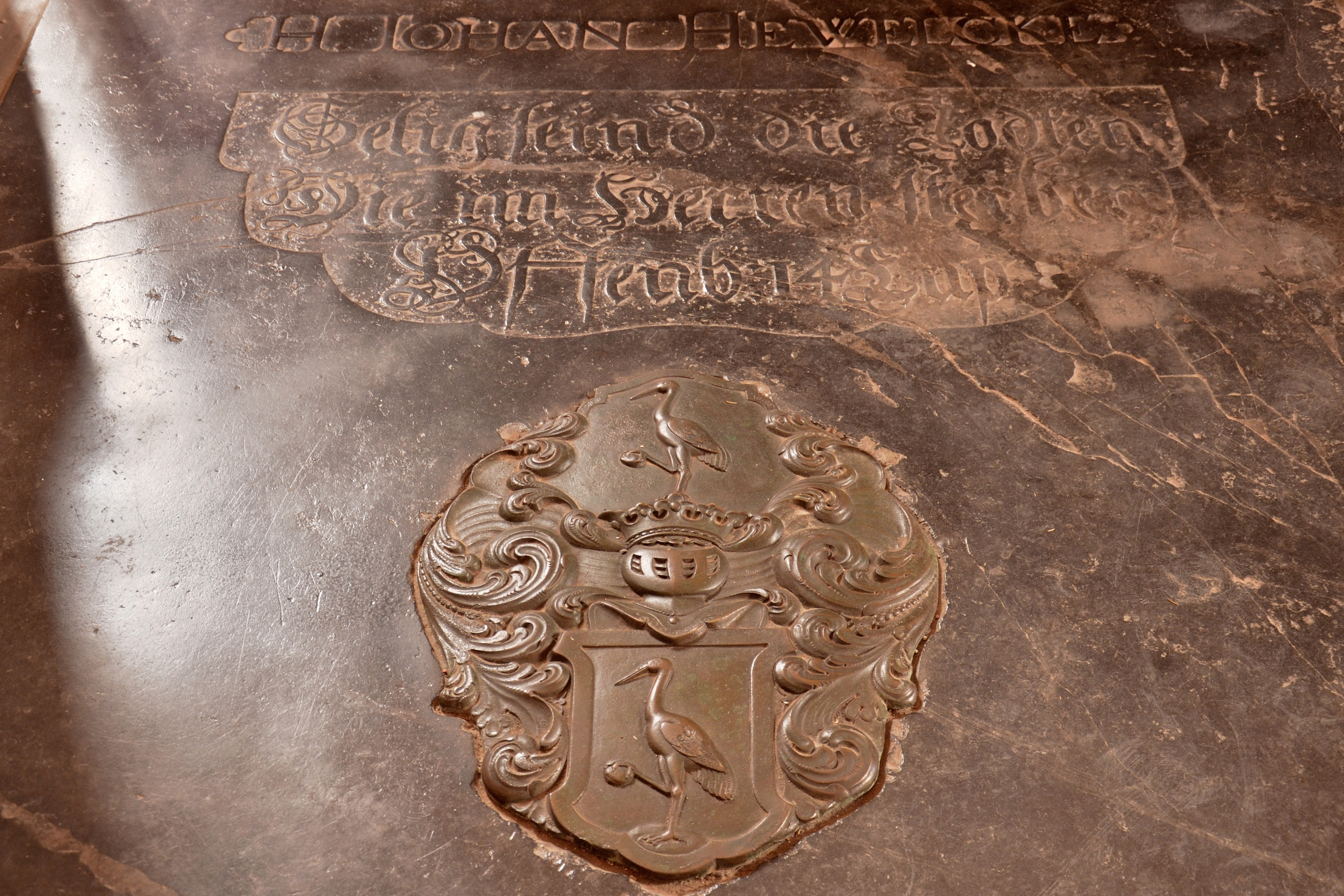
요하네스 헤벨리우스의 묘비명

그는 1679년 화재의 충격으로 건강이 나빠졌고, 1687년 1월 28일, 76회 생일에 사망하였다. 그는 고향의 'St. Catherine' 성당에 묻혔다.
사후인 1690년경, 그의 유작이 Prodromus Astronomiae의 제목으로 부인 엘리자베스에 의해 3권으로 출간되었는데, 출간연도가 1687년으로 표시된 세 번째 책 Firmamentum Sobiescianum sive Uranographia에는 56장으로 구성된 별그림에 사냥개 자리, 도마뱀자리, 작은사자자리, 살쾡이자리, 방패자리, 육분의자리, 여우자리 등 현재에도 사용되는 7개의 새로운 별자리와 '케르베로스자리', 'Mons Maenalus 자리', 작은삼각형자리 등 더 이상 사용되지 않는 몇 개의 별자리가 그려져 있다.

## 저술 및 업적
- Selenographia (1647년)
- De nativa Saturni facie ejusque varis Phasibus (1656년)
- Historiola Mirae (1662년) - 주기적인 변광성 고래자리 오미크론에 '경이롭다'는 의미로 '미라'(Mira)라는 이름을 붙였다.
- Prodromus cometicus (1665년)
- Cometographia (1668년)
- Machina coelestis - 1673년의 1부는 그의 관측기기에 대한 설명을 포함한다. 1679년의 2부에서는 화재 때문인지 매우 희귀하다. 1부의 육안 관측법에 대한 언급은 망원경이 없는 관측은 거의 가치가 없다고 주장했던 로버트 훅과의 논쟁을 불러일으켰다.[15]
- Annus climatericus, sive rerum uranicarum observationum annus quadragesimus nonus … (1685년) - 1679년의 화재를 언급하였으며, 미라 변광성에 대한 헤벨리우스의 관측이 포함되었다.
- Prodromus Astronomiae (1690년경)[16][17]
- 'Prodromus - 서문과 출간되지 않은 관측들.
- Catalogus Stellarum Fixarum (1687년으로 출간연도 표기) - 1564개의 별 목록.
- Prodromus Astronomiae - 헤벨리우스의 부인 엘리자베스(Catherina Elisabetha Koopman Hevelius)가 3권으로 출간하였으며, 그 내용은 다음과 같다.[16][17]
  - 'Prodromus - 서문과 출간되지 않은 관측들
  - Catalogus Stellarum Fixarum (1687년으로 출간연도 표기) - 1564개의 별 목록
  - Firmamentum Sobiescianum sive Uranographia (1687년으로 출간연도 표기) - 56장으로 구성된 별자리 지도.